# Ландзер
Ландзер (Landser) е неонацистка рок група от Германия. Ландзер е стара немска дума, използвана за войник-пешак, т.е., нещо като „кашик“ на български.
Групата, която е официално забранена в Германия, по-рано се е казвала „Окончателно Решение“ и е била основана от членове на неонацистката група „Арийски клуб за борба на вандалите“ („Die Vandalen-Ariogermanische Kampfgemeinschaft“) през 1982 година.
Те осъществяват само един концерт пред публика, по времето на който носят маски. Все пак са правили някои концерти в ресторанти в Берлин.

## Легални действия срещу групата
В Германия групата е извън закона и се счита за криминална организация. Трима члена на Ландзер са обвинени за „формиране на криминална организация“ през декември 2003 по закони, квалифициращи публикуването на материали, които позорят жертвите на Втората Световна война или подбуждат към расова омраза, като престъпление. Двама от членовете получават 2 години изпитателен срок, докато лидерът на групата Михаел „Луникофф“ Регенер (познат също като Луни) е осъден на повече от 3 години затвор, което е прецедент в Германия – музикална група да бъде обявена извън закона, а нейните членове – съдени. На 10 март 2005 Германския Върховен съд отказа молбата за обжалване на Михаел Регенер.
Регенер продължава да продуцира музика по това време. След принудителното разпадане на Ландзер Регенер основава нова група, наречена Конспирацията Луникофф (Lunikoff Verschwörung) през 2004. Те издават няколко албума: Die Rückkehr des Unbegreiflichen, Amalek Vol. 1 & 2, и Niemals auf Knien през 2005. Текстовете на тези албуми са специално прегледани от адвокати, за да бъде потвърдено, че са приемливи според Германските закони.
През октомври 2006 година, стотици неонацисти протестират пред затвора, където лежи Михаел Регенер.

## Продукция
Ландзер записват музиката си в Германия, но издават дисковете си в чужбина, предимно в САЩ, Канада и Източна Европа. Музиката се разпространява онлайн.

## Музикални теми
Техният пръв албум се казва: „Райхът ще дойде отново“ („Das Reich kommt wieder“). Други албуми на Ландзер като например „Хвани Врага“ („Ran an den Feind“), където основната песен е пънк-рок кавър на Германския Военен марш от 1940 – „Бомбардирайте Англия“ (Bomben auf England) призовава за Бомбардиране на Израел (Bomben Auf Israel). Други мелодии прославят Адолф Хитлер и Рудолф Хес. В песента „Дядо беше Щурмфюрер“ („Opa war Sturmführer“) се пее за дядо, който е бил офицер от СС.
През август 1999 седем неонацисти пребиват двама виетнамци, докато си пеят: „Виетнамци, виетнамци, приятен път“ („Fidschi, Fidschi, Gute Reise“). Музиката на Ландзер е насочена срещу черни: „Песен за Африка“ („Afrika-Lied“), поляци („Polackentango“), турци: „Няма гол за Туркиеспор – берлински футболен клуб с турски играчи („Wiedermal kein Tor für Türkiyemspor“), комунисти – „10 малки комунистически свинчета“ („10 kleine Kommi Schweine“). В тези песни те призовават за тероризиране, арестуване и изгонване на чужденци – особено на черни, руснаци (нео-болшевики или комунистически симпатизанти), поляци, виетнамци, турци и евреи.

## Дискография
- Landser: Lunikoff Demo '92, ~1992, MC/later CD.
- Landser: Das Reich kommt wieder, 1992, MC/later CD – illegal in Germany.
- Landser: Republik der Strolche, 1995, MC/CD – illegal in Germany.
- Landser: Berlin bleibt deutsch, 1996, CD (identical with „Das Reich kommt wieder“, Bootleg) – illegal in Germany.
- Landser: Deutsche Wut, 1998, CD (called „Rock gegen oben“) – illegal in Germany.
- Landser: Best of..., 2001, CD. forbidden since October 2005.
- Landser, Stahlgewitter, Hauptkampflinie (HKL): Amalek – illegal in Germany.
- Landser: Ran an den Feind, 2001, CD
- Landser: Sampler, 2001, CD – illegal in Germany.
- Landser: Endlösung – Final Solution: The Early Years, 2002, CD – illegal in Germany.
- Tanzorchester Immervoll, 2002, CD.
- Rock gegen ZOG – hepp, hepp..., 2003, CD.
- Tribute to Landser, 2003, CD.